# Bartolommeo Ramenghi
Bartolommeo Ramenghi, connu aussi sous le nom de  Bagnacavallo (né en 1484 à Bagnacavallo - mort en 1542) est un peintre italien de l'école bolonaise pendant la Renaissance italienne.

## Biographie
Bartolommeo Ramenghi est d'abord l'élève de Francesco Francia puis, parti à Rome, celui de Raphaël, avec lequel il travaille au Vatican.
Revenu à Bologne, et bien que ses travaux aient été considérés inférieurs à ceux de Raphaël, ils se sont distingués par leur coloration riche et une délinéation gracieuse et fortement estimés par Guido Reni et les Carrache, qui les ont étudiés soigneusement et, en quelques points, les ont imités.

## Famille
D'après Frédéric Villot :
- Bartolommeo Ramenghi, dit le Bagnacavallo,
  - Giovanni Battista Ramenghi, dit Bagnacavallo junior
    - Scipione Ramenghi
- Scipione Ramenghi, frère de Baralolommeo,
  - Bartomomeo Ramenghi le jeune, admis dans la compagnie des peintres de Bologne en 1578,
    - Giovanni Battista Ramenghi.

## Œuvres
- Ses chefs-d'œuvre, le Conflit de saint Augustin et une Vierge à l'Enfant, sont à Bologne.
- La Vierge et le Christ, musée national de Belgrade.
- Vierge et l'enfant avec les Saints Catherine et Antoine de Padoue, Cassa Risparmio, Pérouse.
- Christ Rédempteur entre les Saints, Saint Michel Archange, église saint Michel Archange, Bologne.